# Kristoffer Polaha
Kristoffer Jon „Kris“ Polaha (* 18. února 1977 Reno, Nevada) je americký herec.
V televizi debutoval v roce 2001 v seriálu Angel, následně se objevil například v seriálech Roswell, Volání mrtvých, Dr. House, Kriminálka Miami, Beze stopy či Dům loutek. Hlavní role ztvárnil v seriálech North Shore (2004–2005), Valentine (2008–2009), Změna je život (2010–2011) a Nebezpečná identita (2011–2012).

## Filmografie

### Film
| Rok  | Název                                      | Role                    | Poznámky                                      |
| ---- | ------------------------------------------ | ----------------------- | --------------------------------------------- |
| 2002 | Home Base                                  | Nick                    |                                               |
| 2002 | Aller simple pour Manhattan                | Peter                   |                                               |
| 2004 | The Plight of Clownana                     | Kris                    | krátkometrážní film                           |
| 2006 | Life Happens                               | Craig                   | krátkometrážní film                           |
| 2008 | Billy: The Early Years                     | mladý Charles Templeton |                                               |
| 2013 | Devil's Knot                               | Val Price               |                                               |
| 2014 | Atlas Shrugged Part III: Who Is John Galt? | John Galt               |                                               |
| 2014 | Back in the Day                            | Len Brenneman           |                                               |
| 2015 | Jak roste naděje                           | Calvin Campbell         |                                               |
| 2016 | Frontman                                   | Jodie King              | krátkometrážní film                           |
| 2016 | Vineland                                   | Alexander               |                                               |
| 2018 | Bachelor Lions                             | James Harmon            |                                               |
| 2019 | Run the Race                               | Michael Truett          |                                               |
| 2019 | Day 37                                     | Gary                    | krátkometrážní film                           |
| 2019 | Beneath the Leaves                         | detektiv Brian Larson   |                                               |
| 2019 | A Work of Art                              | Owen                    | krátkometrážní film, také režisér a producent |
| 2020 | Wonder Woman 1984                          |                         |                                               |
| 2022 | Jurský svět: Nadvláda                      | Wyatt Huntley           |                                               |

### Televize
| Rok       | Název                              | Role                       | Poznámky                                               |
| --------- | ---------------------------------- | -------------------------- | ------------------------------------------------------ |
| 2001      | Angel                              | Dylan Blim                 | díl: „Billy“                                           |
| 2001      | The Third Degree                   | Jason                      | TV film                                                |
| 2001–2002 | Takový je život                    | Gavin                      | 2 díly                                                 |
| 2002      | Roswell                            | Eric Hughs                 | díl: „I Married An Alien“                              |
| 2002      | Birds of Prey                      | Darkstrike                 | díl: „Split“                                           |
| 2003      | Americký princ JFK Jr.             | John F. Kennedy Jr.        | TV film                                                |
| 2003      | Splitsville                        | Wes Brown                  | TV film                                                |
| 2003      | Volání mrtvých                     | Mark Evans                 | 3 díly                                                 |
| 2004      | North Shore                        | Jason Matthews             | hlavní role,                                           |
| 2005      | Dr. House                          | Jeff Forster               | díl: „Kolotoč“                                         |
| 2005      | Hot Properties                     | Ron                        | díl: „It's a Wonderful Christmas Carol on 34th Street“ |
| 2006      | It's Always Sunny in Philadelphia  | zaměstnanec                | díl: „Charlie Gets Crippled“                           |
| 2006      | Miss Guided                        | Tim O'Malley               | 7 dílů                                                 |
| 2006      | Kriminálka Miami                   | Jeremy Fordham             | díl: „Prokletá rakev“                                  |
| 2006      | Sběratelé kostí                    | Will Hastings              | díl: „Bezhlavá čarodějnice v lese“                     |
| 2007–2009 | Šílenci z Manhattanu               | Carlton Hansen             | 4 díly                                                 |
| 2007      | Zločiny ze sousedství              | Alistair Joyce             | díl: „Neplodnost“                                      |
| 2009      | Valentine                          | Danny Valentine            | 8 dílů                                                 |
| 2009      | The Ex List                        | Philip Emmerson            | díl: „Metro Guy and the Non Ex“                        |
| 2009      | Beze stopy                         | Justin Morgan              | díl: „Světlo na konci tunelu“                          |
| 2009      | Ted a spol.                        | Don                        | Episode 4, "Racial Sensitivity"                        |
| 2009      | Dům loutek                         | Nate Jordan                | díl: „Instinkt“                                        |
| 2010      | Rande není romantika               | Jesse                      | díl: „Perry and Rebecca's High School Reunion“         |
| 2010–2011 | Změna je život                     | Nathaniel "Baze" Bazile    | hlavní role, 26 dílů                                   |
| 2011–2012 | Nebezpečná identita                | Henry Butler               | hlavní role, 22 dílů                                   |
| 2012      | Made in Jersey                     | Nolan Adams                | 7 dílů                                                 |
| 2012      | Nešika                             | Ben                        | 2 díly                                                 |
| 2013      | Kriminálka Las Vegas               | Darryl Walsh               | díl: „Dámská jízda“                                    |
| 2014      | Dating in LA and Other Urban Myths | Alex                       | 3 díly                                                 |
| 2015      | Poručík Backstrom                  | seržant Peter Niedermayer  | 13 dílů                                                |
| 2015      | Stalker                            | Nathan Grant               | 2 díly                                                 |
| 2015      | Hawaii 5-0                         | Hank Weber                 | díl: „Podfukář“                                        |
| 2015–2016 | Castle na zabití                   | Caleb Brown                | vedlejší role, 4 díly                                  |
| 2016      | Rizzoli & Isles: Vraždy na pitevně | Edward Dunn                | díl: „V bohatství či chudobě“                          |
| 2016      | Dater's Handbook                   | Robert                     | TV film (Hallmark)                                     |
| 2016      | Smrtonosná zbraň                   | Bennet Hirsch/Gino Corelli | díl: „Jako ryba a stejk“                               |
| 2016      | Hearts of Christmas                | Matt Crawford              | TV film (Hallmark Movies & Mysteries)                  |
| 2017      | Get Shorty                         | Jeffrey                    | 5 dílů                                                 |
| 2017      | Prezident v pořadí                 | David Sheridan             | díl: „Line on Fire“                                    |
| 2017      | Rocky Mountain Christmas           | Graham Mitchell            | TV film (Hallmark Movies & Mysteries)                  |
| 2018      | Condor                             | Sam Barber                 | 3 díly                                                 |
| 2018      | Hráči                              | Jerry White                | 2 díly                                                 |
| 2018      | Pearl in Paradise                  | Colin Page                 | TV film (Hallmark)                                     |
| 2018      | A Small Town Christmas             | Emmett Turner              | TV film (Hallmark)                                     |
| 2019      | Mystery 101                        | Travis Burke               | TV film (Hallmark Movies & Mysteries)                  |
| 2019      | Mystery 101: Playing Dead          | Travis Burke               | TV film (Hallmark Movies & Mysteries)                  |
| 2019      | Mystery 101: Words Can Kill        | Travis Burke               | TV film (Hallmark Movies & Mysteries)                  |
| 2019      | Mystery 101: Dead Talk             | Travis Burke               | TV film (Hallmark Movies & Mysteries)                  |
| 2019      | Double Holiday                     | Chris                      | TV film (Hallmark)                                     |
| 2019      | The Third Act                      |                            | minisérie, díl: „Surrender“                            |
| 2021      | Dobrý doktor                       | Anton Denys                | díl: „Rodičovství"                                     |